# Envermeu
 Envermeu  es una población y comuna francesa, en la región de Alta Normandía, departamento de Sena Marítimo, en el distrito de Dieppe y cantón de Envermeu.

## Demografía
| 1380 | 1376 | 1488 | 1603 | 1960 | 2006 |
| Para los censos de 1962 a 1999 la población legal corresponde a la población sin duplicidades (Fuente: INSEE [Consultar]) |      |      |      |      |      |